# 新潟スタジアム
新潟スタジアム（にいがたスタジアム）は、新潟県新潟市中央区の鳥屋野潟公園のうち、新潟県スポーツ公園内に所在する陸上競技場兼球技場。施設は新潟県が所有し、アルビレックス新潟・都市緑花センターグループが指定管理者として運営管理を行っている。
日本プロサッカーリーグ（Jリーグ）に加盟するアルビレックス新潟がホームスタジアムとして使用している。
東京都中央区に本社を置くデンカ株式会社（旧：電気化学工業）が施設命名権を取得しており、2014年1月1日から「デンカビッグスワンスタジアム」（略称：デンカS）の呼称を使用している（詳細は後述）。

## 概要
2009年の第64回国民体育大会（トキめき新潟国体）の開催に備えて、3万人規模のスタジアムとして設計された。後に2002 FIFAワールドカップの会場となることが決定したため、別途準備していた4万人規模の設計に差し替えて建設され、2001年に完成。隣接する鳥屋野潟に飛来する白鳥が羽を広げる瞬間と、スタジアムの屋根の形状に因んだ愛称「ビッグスワン」 (BIG SWAN) が、一般公募によって命名された。
2003年には、陸上トラックも敷設された。2004年に国内初のワールドアスレティックス（世界陸連）のクラス1認証を受け、将来的には国際規模の大会の開催も可能になったが、2019年にクラス2で認証を再取得した。

### 施設概要
デンカビッグスワンスタジアム（新潟県立鳥屋野潟公園新潟スタジアム）
- ワールドアスレティックスクラス2公認
- 日本陸上競技連盟第1種公認
- トラック：全天候型ウレタン舗装、1周400m×9レーン
  - 投擲用サークル：2箇所
  - 砲丸用サークル：2箇所
  - 砂場：4箇所
  - 水濠：1箇所
- フィールドサイズ：107×72m
  - 寒地型西洋芝（ケンタッキーブルーグラス、トールフェスク、ペレニアルライグラス）
  - 散水設備に雨水中水化システムを採用
- 収容人員：約42,300人(座席数:41684席)
  - スタンド：2層式、鉄骨・テフロン膜屋根設置
  - 座席は安全のためブロックごとに金網で仕切られているが、場所によってはピッチが金網ごしでないと見えない場合がある。

- 表示装置・スコアボード

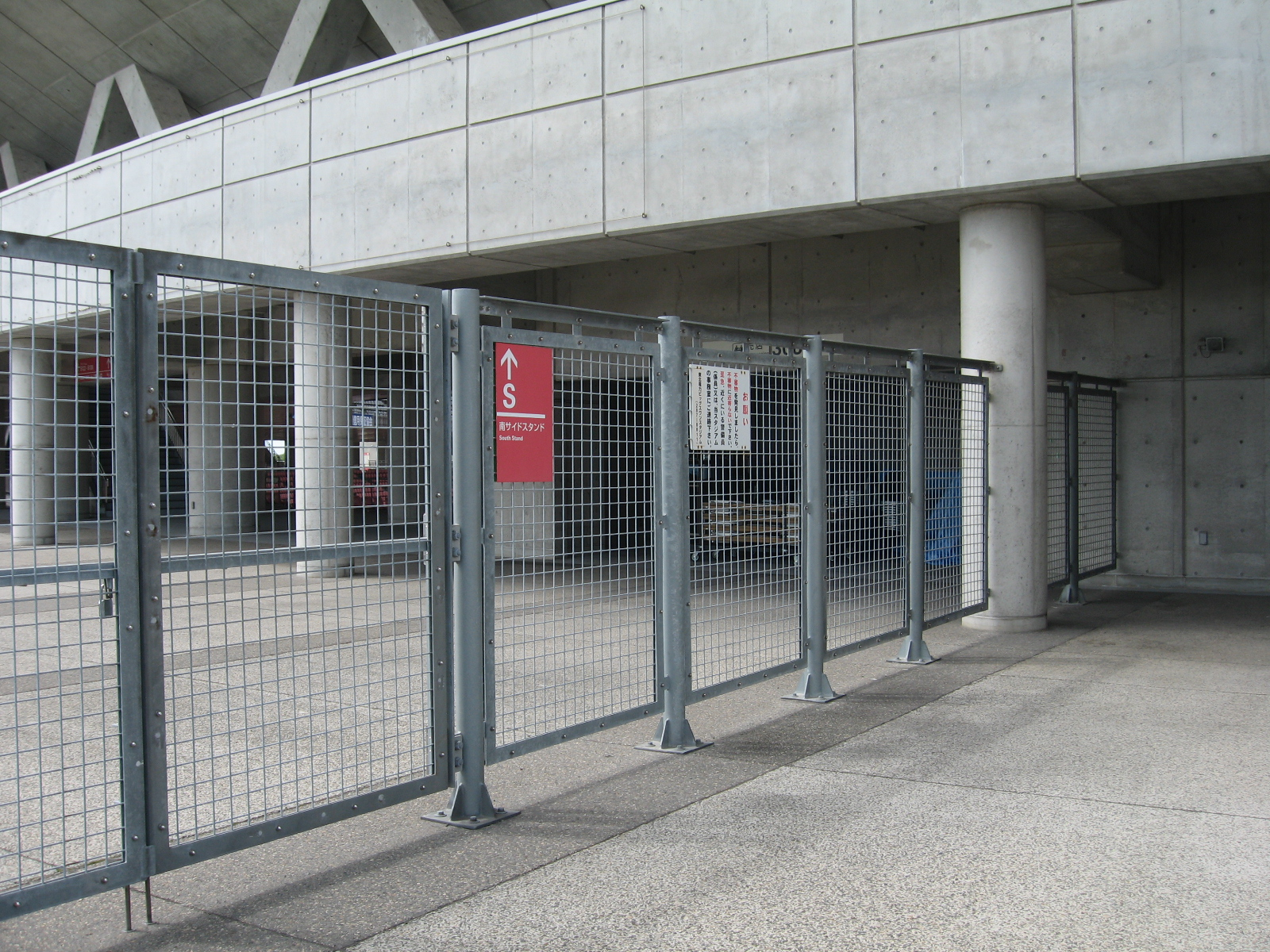
コンコースにセクターフェンスがあり、試合終了までチケットチェックが行われる

  - 電光掲示板（2階スタンド北側）：三色LED方式(〜2014年)フルカラーLED方式(2015年〜)W 10.24 × H 4.16 m
  - 大型映像装置（2階スタンド南側）：ソニー製ジャンボトロン・フルカラーLED方式、画面サイズ：850インチ（横19.20m×縦9.60m、145.92㎡）：輝度6000cd/㎡、精細20mmピッチ
- 照明設備：398灯（公式競技対応としてFIFA、日本陸上競技連盟、JIS基準を充足）

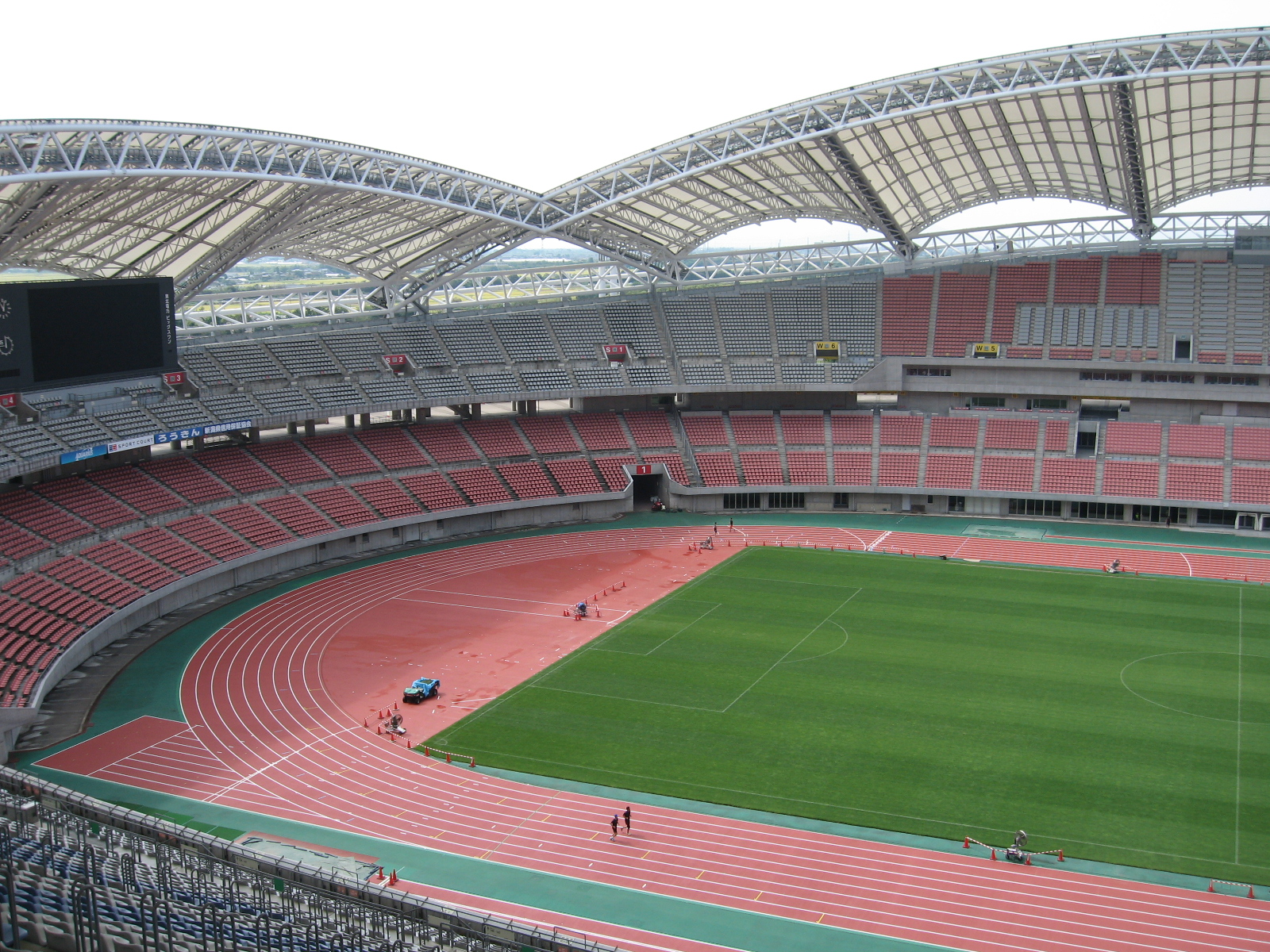
陸上競技用トラック

- Jリーグアウォーズにおいて2007年、2009年、2012年、2013年、2015年にJリーグベストピッチ賞を受賞している。

デンカスワンフィールド（新潟県立鳥屋野潟公園サブグラウンド）
- 日本陸上競技連盟第3種公認
- トラック：全天候型ウレタン舗装、1周400m×8レーン

## 沿革
計画から完成まで
- 1974年3月 - 新潟市鳥屋野潟南部地域の開発計画として「鳥屋野潟公園」の都市計画が決定。
- 1989年7月 - 新潟県、新潟市、亀田郷土地改良区が、鳥屋野潟南部地域の開発計画の基本事項について合意。2009年に新潟県で開催が予定されている二巡目の国民体育大会のメインスタジアムとして、3万人規模の陸上競技場（県の運営による）を整備することが内定した。
- 1992年4月 - 新潟県が、FIFAワールドカップの国内開催候補自治体に立候補する。
- 1993年1月 - 新潟県がW杯開催候補地に決定。
- 1996年12月 - 日韓共催が決まったW杯の試合開催地が決定。新潟県も開催地となる。
- 1997年11月 - 新潟県総合スタジアム（仮称）の建設工事着工。
- 1998年8月 - 整地工事が完了し、10月まで「第15回全国都市緑化にいがたフェア」開催。11月 新潟県スポーツ公園の供用開始。
- 2000年9月 - 県総合スタジアムの名称「新潟スタジアム」、一般公募による愛称「ビッグスワン」が決定。

新潟スタジアム（ビッグスワン）竣工
- 2001年

3月 メインスタジアムが竣工。FIFA公式試合開催規格の天然芝ピッチを備え開場（第1期工事竣工）。同時にアルビレックス新潟の準ホームスタジアム（正ホームスタジアムは引き続き新潟市陸上競技場。但しビッグスワンでホームゲームの大半を開催）となる。
- 4月29日 オープニングイベントとして新潟県21世紀記念事業「新潟2001年宇宙の旅」が開催された。

総合プロデューサー：新井満、音楽監督：さだまさし、出演：さだまさし、渡辺謙　ほか新潟県民の方々
- 5月 - 6月 FIFAコンフェデレーションズカップ開催。
- 2002年

6月 - FIFAワールドカップ開催。グループリーグのアイルランド－カメルーン（日本での開幕戦）など3試合が行われた。
8月24日 - 初のコンサート開催 B'z LIVE-GYM 2002 GREEN ～GO★FIGHT★WIN～（約45,000人）
10月 - 陸上競技場としての機能を備えるため、改修工事に着工。
- 2003年

5月 - 日本陸上競技連盟公認9レーンのトラックが完成し、全面竣工（第2期工事竣工）。第1種陸上競技場の指定を受ける。また同時に、メインスタジアム北西側にサブグラウンドが完成した。
11月 - アルビレックス新潟がJ2で優勝し、2004年のJ1昇格が決定。年間観客動員約66万人のJリーグ新記録（J1、J2を通して）を達成。
- 2004年

アルビレックス新潟のホームスタジアムとなる（市陸上競技場は準ホームとして登録されるも、以後の県内ホームゲームは当スタジアムのみでの開催となる）。
5月 - 国内で初めて国際陸上競技連盟（IAAF）のクラス1認証を受ける（IAAFは2002年からの国際競技大会はクラス1認証を与えた競技場でのみ開催可能と規定）。しかし、認証後も暫くの間、芝の保護を理由に投てき競技でのフィールド使用が禁止されたため（対応する設備は設置済み）、一時物議を醸した。
7月3日 - Jリーグオールスターサッカー開催
9月 - 「全日本実業団対抗陸上選手権」開催。一時問題となっていた投てき競技はメインスタジアムで行われた（一時はサブトラックで開催される可能性があると言われていた）。
10月 - 同月23日に発生した新潟県中越地震の災害支援活動のため、自衛隊が新潟県スポーツ公園の駐車場に駐屯。また上越新幹線などの交通機関が寸断され、更に余震活動が続いていたことから、アルビレックスのホームゲームとして予定されていた同月30日のJ1・2ndステージ柏レイソル戦を11月10日国立霞ヶ丘競技場陸上競技場に、11月13日の天皇杯4回戦湘南ベルマーレ戦を平塚競技場での開催に、それぞれ振り替えた。
- 2005年10月 - 前年で終了した環日本海新潟駅伝に代わるイベントとして「新潟ビッグ陸上フェスタ」を開催。新潟県中越大震災復興支援と銘打って行われた。アテネオリンピックの女子マラソン金メダリストの野口みずき、世界陸上ヘルシンキ大会で400Mハードル銅メダリストの為末大、同棒高跳び8位の澤野大地が特別ゲストとして、トークショーやジョギングなどに参加した。
- 2006年4月16日 - スタジアムの保守管理契約において談合疑惑が浮上する（詳細は後述）。

施設命名権導入（東北電力ビッグスワンスタジアム）
- 2007年

2月1日 - 東北電力と命名権取得契約を締結。
3月11日 - 命名権により、呼称を「東北電力ビッグスワンスタジアム」に変更。
- 2009年

9月26日 - 10月6日 第64回国民体育大会（トキめき新潟国体）開催（開閉会式、陸上競技）。
10月10日 - 10月12日 第9回全国障害者スポーツ大会（トキめき新潟大会）開催（開会式、陸上競技）。
- 2012年

7月29日 - 8月2日 平成24年度全国高等学校総合体育大会（北信越かがやき総体）開催（陸上競技）。
9月30日 - 同日までに、東北電力が命名権契約の優先交渉権の不行使を決定。その後、県からの要請で2013年内までの1年間に限り契約を延長。
- 2013年

9月11日 - 命名権スポンサーが電気化学工業に決定、11月7日に命名権取得契約を締結。
命名権保持者変更（デンカビッグスワンスタジアム）
- 2014年

1月1日 - 命名権により、呼称を「デンカビッグスワンスタジアム」に変更。
- 2015年

6月26日 - 6月28日  - 第99回日本陸上競技選手権大会を開催。
8月15日 - 「ONE PIECE×リアル脱出ゲーム頂上戦争からの脱出」新潟公演を開催。
- 2016年

11月 - LED化を含めた照明設備の改修を開始。翌年3月から運用開始。光の演出が容易になる。
- 2019年

10月 - ワールドアスレティックス（世界陸連）のクラス2で認証の再取得。
- 2020年

1月 - 12月 安全性確保のための屋根鉄骨の改修工事を行う。
9月10日 - 9月13日 日本学生陸上競技対校選手権大会（日本インカレ）開催。

## トピックス

### 愛称
開場当初の愛称「ビッグスワン」は広く浸透しており、後述の施設命名権導入の際にもこの愛称を生かす形で呼称が設定されている。また所在地の地名に因んで「清五郎」と呼ばれる事もある。
なお、アルビレックス新潟サポーターの間では、単に「スワン」と言えば当スタジアムを指す。また、同クラブのマスコット「アルビくん」の妻は、当スタジアムの愛称に因んで「スワンちゃん」と名付けられている。

## 施設命名権

### 経緯
2005年、県は新潟スタジアムと隣接するサブグラウンドに施設命名権を導入する方針を決定した。毎年2億円前後の赤字運営が続いていたことから導入を決めたものである。同年12月から県内外の計80社に取得を打診したものの、年間1億2000万円、契約期間5年以上という条件については「新潟県内で知名度が高いとはいえ、県外では知名度がさほど高くなく、この条件は割高ではないか」という懐疑的な見方が強く、獲得に名乗りを挙げた企業は現れなかった。
（参考）Jリーグで使用される競技場・球技場の命名権売却例
| 横浜国際総合競技場（日産スタジアム）         | 4億7000万円/年×5年。2010年3月以降1億5000万円/年×3年間で再契約              |
| 東京スタジアム（味の素スタジアム）           | 2億4000万円/年×5年間                                                       |
| 千葉市蘇我球技場（フクダ電子アリーナ）       | 初年度3000万円、以降7000万～1億2000万円。5年半。                           |
| 仙台スタジアム（ユアテックスタジアム仙台）   | 7000万円/年×3年                                                            |
| 御崎公園球技場（ホームズスタジアム神戸）     | 7000万円/年×3年                                                            |
| 大分スポーツ公園総合競技場（大分銀行ドーム） | 7000万円/年×3年で九州石油と契約。契約切れ後4200万円/年×3年で大分銀行と契約 |

神戸、大分は当時。神戸は2013年3月から「ノエビアスタジアム神戸」に、大分は2023年1月から「レゾナックドーム大分」になった。
| 命名権による呼称               | 契約企業            | 契約料年額（万円） | 契約期間                    |
| ------------------------------ | ------------------- | ------------------ | --------------------------- |
| 東北電力ビッグスワンスタジアム | 東北電力            | 12,000             | 2007年3月11日-2010年3月10日 |
| 東北電力ビッグスワンスタジアム | 東北電力            | 12,000             | 2010年3月11日-2013年2月28日 |
| 東北電力ビッグスワンスタジアム | 東北電力            | 2,000              | 2013年3月1日-2013年12月31日 |
| デンカビッグスワンスタジアム   | 電気化学工業→デンカ | 7,000              | 2014年1月1日-2016年12月31日 |
| デンカビッグスワンスタジアム   | 電気化学工業→デンカ | 7,000              | 2017年1月1日-2019年12月31日 |
| デンカビッグスワンスタジアム   | 電気化学工業→デンカ | 4,730（税込み）    | 2020年1月1日-2022年12月31日 |
| デンカビッグスワンスタジアム   | 電気化学工業→デンカ | 4,730（税込み）    | 2023年1月1日-2025年12月31日 |

### 東北電力ビッグスワンスタジアム
2007年1月、新潟県を事業地域とする東北電力が命名権を取得する意向を表明し、同月17日に正式に売却申し込みを行った。東北電力は新潟スタジアムがアルビレックス新潟のホームスタジアムであることや、2009年に開催される国民体育大会（トキめき新潟国体）のメイン会場であることを考慮したとし「これらを通じて地域の活性化に貢献したい」と取得の目的を説明した。締切の1月24日までの間に応募した企業は他になく、県は東北電力の応募内容を審査した結果、2月1日に年間1億2千万円、契約期間3年（2010年3月10日まで）で東北電力と合意した。
県と東北電力が協議した結果、既に愛称「ビッグスワン」（Big Swan）が定着していることを尊重し、新潟スタジアムの呼称は「東北電力ビッグスワンスタジアム」（とうほくでんりょくビックスワンスタジアム、英文表記：Tohoku Denryoku Big Swan Stadium）に、サブグラウンドの呼称は「東北電力スワンフィールド」（とうほくでんりょくスワンフィールド、英文表記：Tohoku Denryoku Swan Field）にそれぞれ決定し、同年3月11日から変更された。また命名権による呼称を採用したのに伴い、スタジアムには公式の略称として「東北電力スタジアム」「東北電力ビッグスワン」と、加えて新聞のスコアテーブル等に使用するごく短い略称として「東北電ス」の計3種類が別途制定された。なお前者2つには優劣は設けられず、略称を使用する場合にはいずれかを選択して使用できるものとし、サブグラウンドには略称は設定されなかった。
東北電力は2008年秋以来の不況による電力需要の落ち込みや原油高の影響で、2009年3月期決算で初の経常損失を計上するなど経営環境が不透明になったことから、2010年春に1回目の契約を満了する当スタジアムの命名権契約の処遇を検討してきたが、10月30日、同社新潟支店長の矢萩保雄が定例会見で「年間90万人の集客力を有し、新潟県民に身近な存在になっている。契約額に見合うPR効果も確認できた」として契約を更新する旨を表明した。契約内容は権利取得時と同じ年間1億2千万円、契約期間3年（2013年2月末まで）で、その後細部調整を経て契約更新の手続きが行われた。
しかし2011年3月11日の東日本大震災や、同年夏の平成23年7月新潟・福島豪雨で同社管内の発電所が被災したのに加え、火力発電所の稼働コストが上昇するなどした影響で東北電力グループの経営状況が悪化したことから、東北電力は2012年9月30日が期限とされていた命名権契約の優先交渉権を行使しない旨を決定した。
また、経済産業省の電気料金審査専門委員会は東京電力の家庭向け電気料金料金値上げの査定方針に「広告宣伝費の電気料金への転嫁を原則認めない方針」を盛り込んでいる。これは全ての電力会社に対して適用される。実際、ネーミングライツの契約更新をしてその上更に電気料金を値上げしたのでは利用者から強い反発が出るのは確実であり、更新は現実的に極めて困難となった。
これらを踏まえて東北電力は新潟県に対して「厳しい経営環境にあるため契約更新は困難」として契約継続断念の意を伝えたが、県は県政の財源確保の観点から「現行の名称は県民に広く定着している」として、東北電力に対して契約額の減額を認めた上での契約継続を要請した。
これを受けて東北電力は契約延長を決定したが、契約期間は2013年3月1日から同年12月31日までの10か月間、年額2000万円と、期間・契約額とも大幅に削減し、2014年以降は契約を更新しない方針を明らかにした。この契約延長に伴う支出は全額を東北電力の負担とし、値上げ後の料金への原価算入などの形で利用者への負担としない方針がとられた

。
なお東北電力グループは、2011年シーズンまで宮城球場（クリネックススタジアム宮城）のスコアボードに広告を掲出していたが、翌2012年シーズンは契約更新を見送っている。

### デンカビッグスワンスタジアム
東北電力が命名権スポンサーからの撤退を決定したのを受け、新潟県とアルビレックス新潟は共同で「契約料年額7000万円以上、かつ3年以上の契約を結ぶこと、及び『ビッグスワン』の名称を残すこと」を条件として、2013年7月31日から8月30日までの1か月間にわたって新命名権協賛スポンサーの募集を実施した。その結果、新潟県糸魚川市に主力の工場を持つほか、五泉市に関連会社「デンカ生研」（2020年4月デンカに合併）の工場がある電気化学工業（2015年10月、社名を略称としていた「デンカ」に変更）が応募した。締切日の段階で同社以外の応募はなく、同社に対する審査が行われた。
そして9月11日、県は電気化学工業への命名権売却を決定し、契約期間を2014年1月1日から3年間、契約料を年額7000万円とする条件で基本合意に至った。新たな呼称は同社の略称を冠した「デンカビッグスワンスタジアム」に決まり、その後協議を経て、11月7日に行われた基本協定締結の記者会見において、同社の片仮名ロゴタイプを冠した施設名称のロゴタイプのほか、英文表記「DENKA BIG SWAN STADIUM」、公式略称「デンカビッグスワン」および「デンカS」、サブグラウンドの呼称「デンカスワンフィールド」などが発表された。
その後デンカとの命名権は、2017年1月1日から2019年12月31日までの3年間、2020年1月1日から2022年12月31日までの3年間、2023年1月1日から2025年12月31日までの3年間と契約更新が続いている。なお、2020年1月からの契約金は年額4730万円（消費税及び地方消費税込み）となっている。
参考
- 施設命名権導入前のロゴタイプ

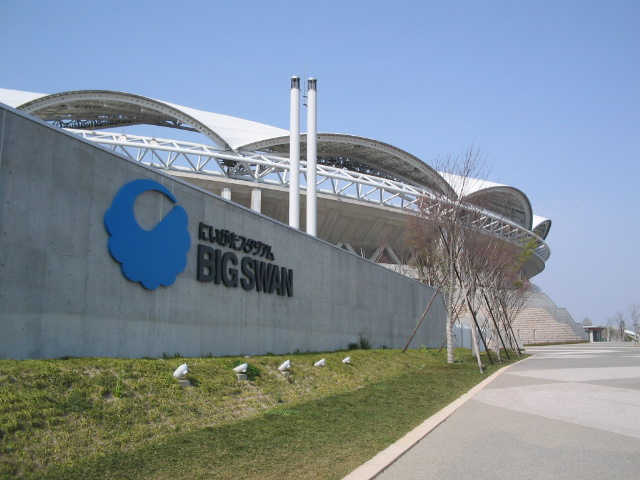
新潟スタジアム前交差点側

- スタジアム正面：「新潟スタジアム ビッグスワン Niigata Stadium BIG SWAN」
- 新潟スタジアム前交差点側：「にいがたスタジアム BIG SWAN」

- 施設命名権導入後のロゴタイプ
  - 東北電力ビッグスワンスタジアム（2007年 - 2013年）
    - スタジアム正面・バックスタンド側壁面：「東北電力ビッグスワンスタジアム Tohoku Denryoku Big Swan Stadium」
    - 東北電力ビッグスワン前交差点側：「東北電力 ビッグスワン スタジアム」

命名権導入に際し、バックスタンド側にもロゴタイプの銘板が新設された。またスタジアム正面に近い新潟県道290号曽野木一日市線角の新潟スタジアム前交差点も「東北電力ビッグスワン前交差点」に改称した。
- デンカビッグスワンスタジアム（2014年 - ）

- スタジアム正面・バックスタンド側壁面・ビッグスワン前交差点側：「デンカビッグスワンスタジアム DENKA BIG SWAN STADIUM」

新スポンサー移行に際しロゴタイプの銘板が交換されたほか、東北電力ビッグスワン前交差点はスポンサー名を冠さない「ビッグスワン前交差点」に改称した。なお新潟市はビッグスワンの命名権導入直後の2007年4月1日付で政令指定都市へ移行したため、新潟市内の県道の管理権限は県から市へ移管されている。なおスポーツ公園近傍の県道・市道に設置された案内標識については命名権に準じた「デンカビッグスワンスタジアム」もしくは「デンカビッグスワン」が用いられている。
※スタジアムの屋根の形状と白鳥の姿を模したシンボルマークと、ロゴタイプの「ビッグスワンスタジアム」の部分については、命名権導入以前のものをそのまま使用している。

#### 呼称の取り扱い方
県では当スタジアムの名称をマスメディア等で対外的に表示する場合、正式名称の「新潟スタジアム」と旧愛称「ビッグスワン」を単独で使用しない旨を方針づけており、原則として命名権による呼称のみを使用するよう協力を求めている。併せて、正式名称を使用する場合においても「デンカビッグスワンスタジアム（新潟スタジアム）」「新潟スタジアム（デンカビッグスワンスタジアム）」のように、命名権による呼称を併記するよう求めている。地図・ガイドブック制作大手の昭文社では、施設命名権導入当初は前述の規定のうち後者に倣い、同社刊行の地図「マップル」などにおいて当スタジアムの名称を「東北電力ビッグスワン（新潟スタジアム）」と、公式略称と正式名称とを併記する形で印字していた。その後順次、正式呼称の「東北電力ビッグスワンスタジアム」のみの印字に変更されている。
前述のように、県では正式名称「新潟スタジアム」と愛称「ビッグスワン」については対外呼称として単独使用していないものの、新潟県都市公園条例上の施設名称は命名権導入後も変更せず、それぞれ「新潟県立鳥屋野潟公園新潟スタジアム」「新潟県立鳥屋野潟公園サブグラウンド」を維持している。

## ギャラリー

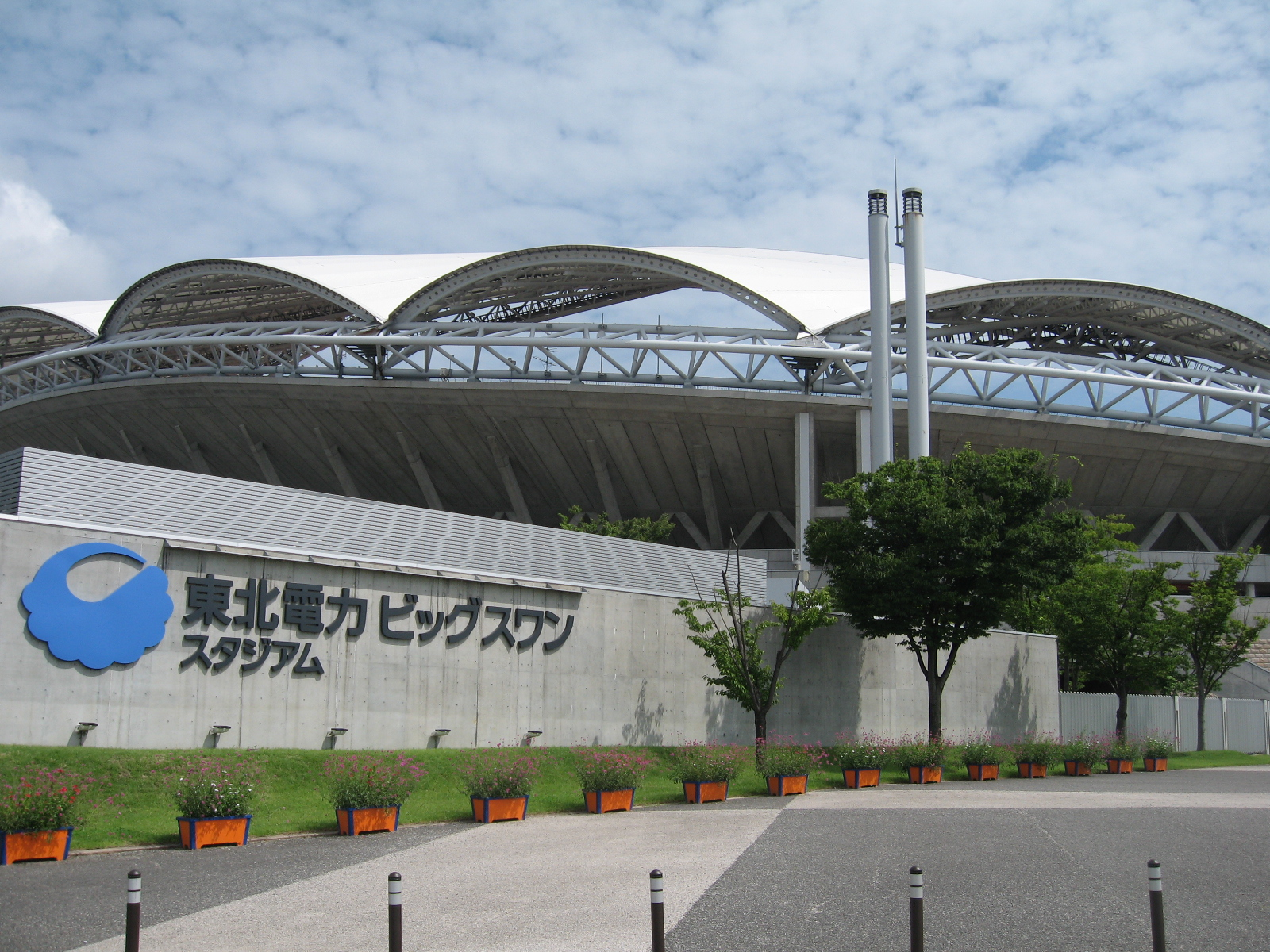
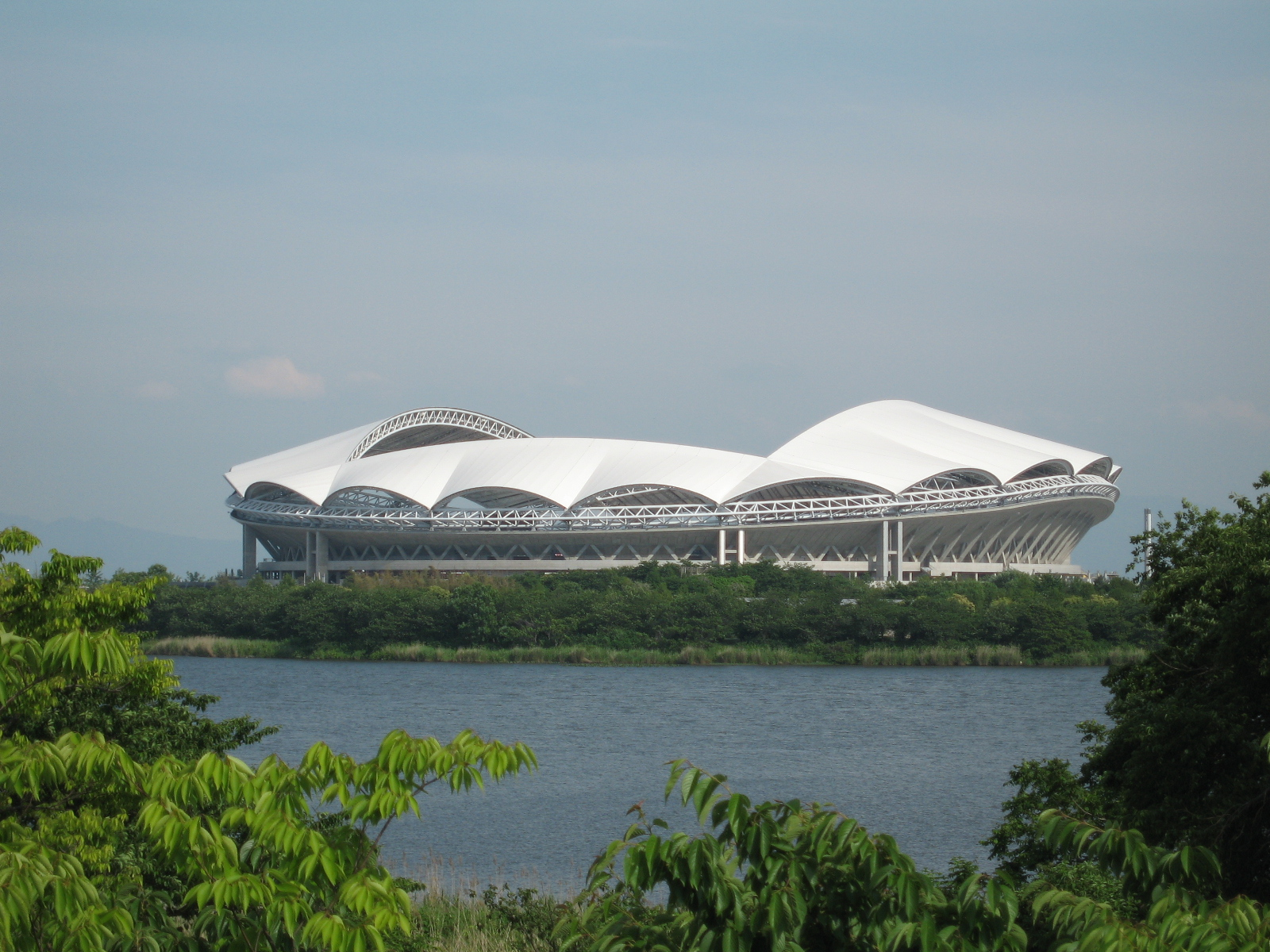
鳥屋野潟越しの遠景
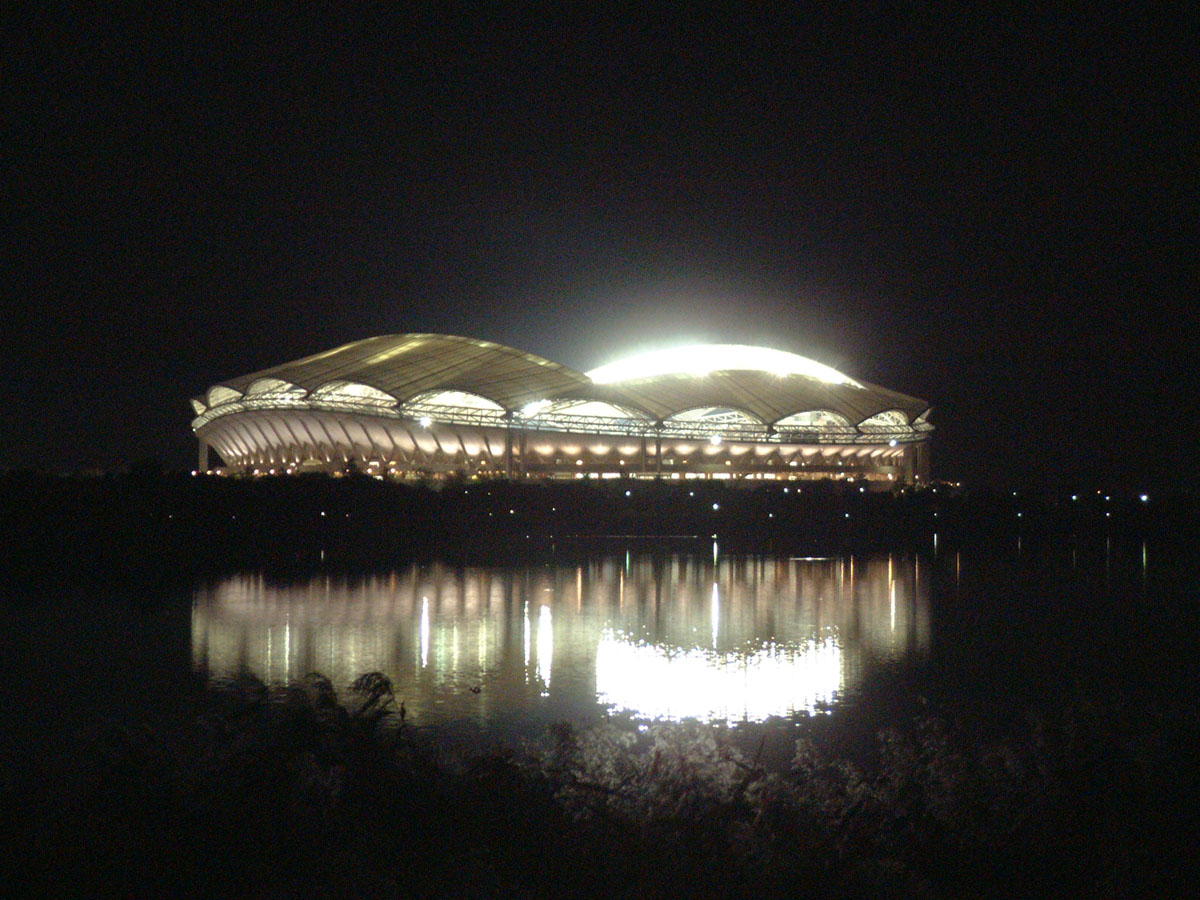
鳥屋野潟越しの夜景
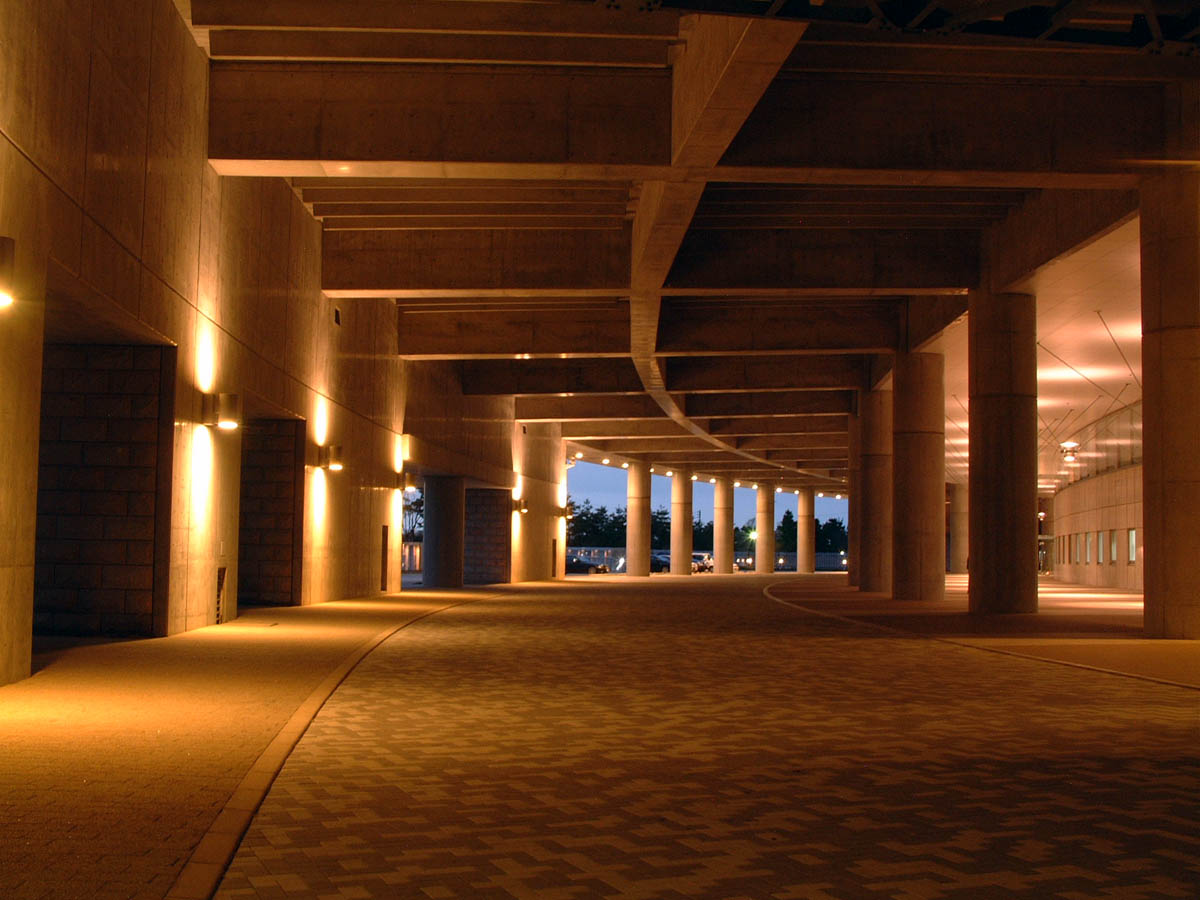
1階エントランス
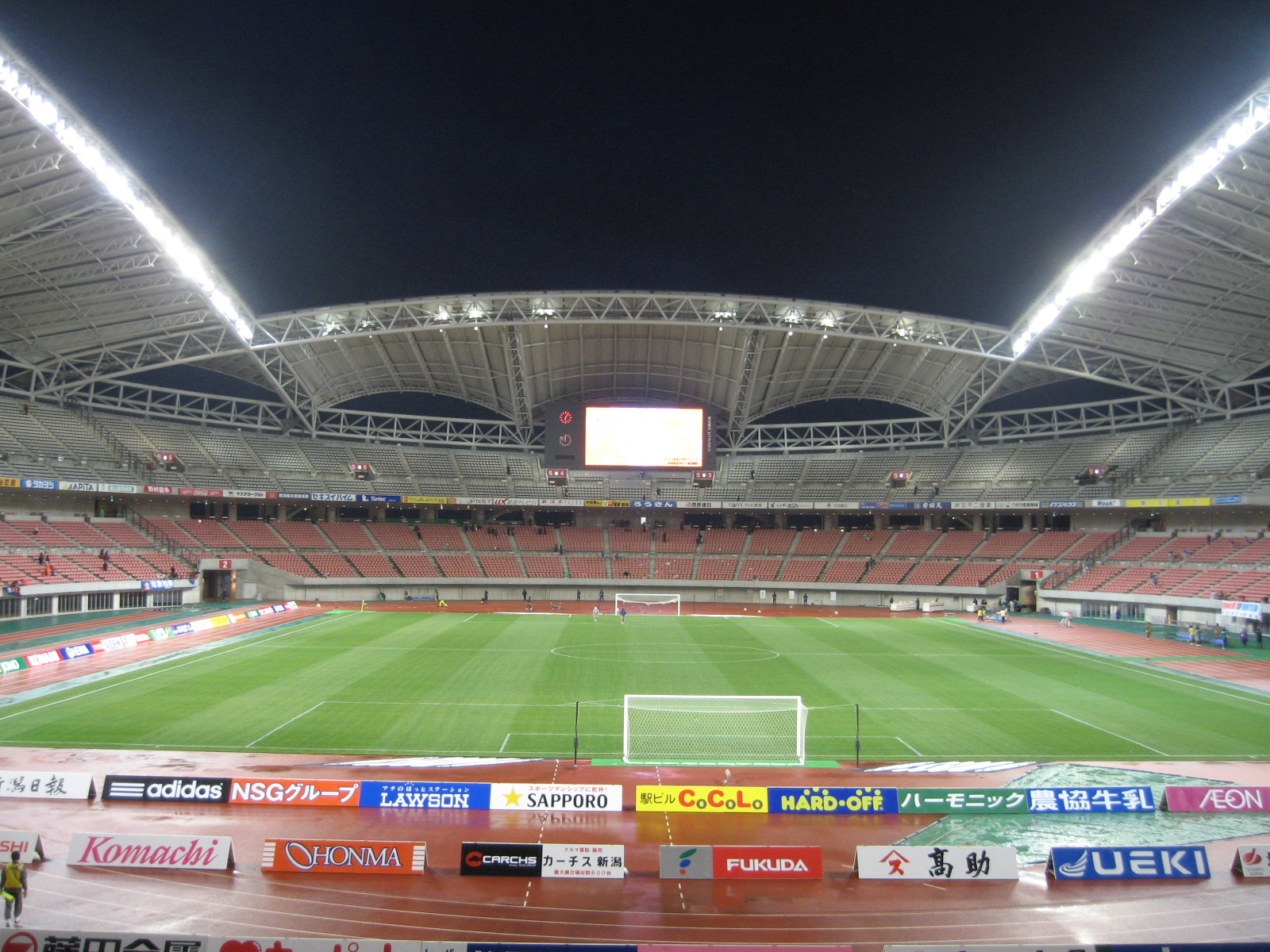
北側観客席(Nスタンド)からみたフィールド
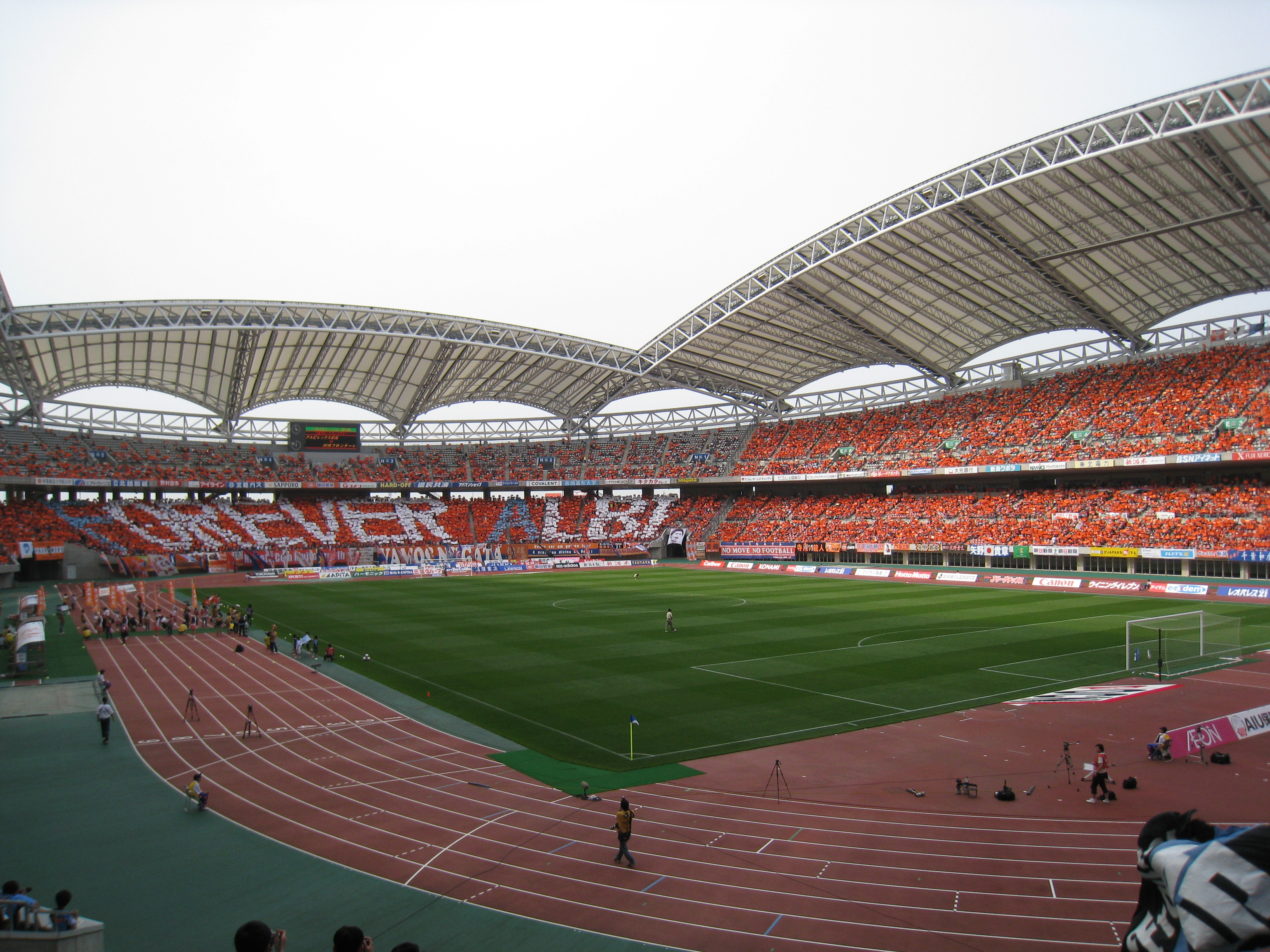
アルビレックス新潟の公式戦開催時
新潟スタジアム2002W杯開催記念碑